# Karl Zell
Karl Zell, född den 8 april 1793 i Mannheim, död den 21 januari 1873 Freiburg im Breisgau, var en tysk filolog.
Zell blev 1821 professor i klassisk filologi i Freiburg, 1835 ministerialråd och medlem av överstudierådet i Karlsruhe samt beklädde 1847–1855 en professur i arkeologi vid universitetet i Heidelberg. Han var 1848–1853 medlem av badensiska Andra kammaren. Zells viktigaste arbeten är Ferienschriften (3 band, 1826–1833; ny följd 1857), en serie avhandlingar över olika sidor av det antika livet, och Handbuch der römischen Epigraphik (3 band, 1850–1857). Han ombesörjde en samling av latinska klassiker (i 17 band, 1827–1831) och kommenterade däribland själv Horatius, Phaedrus med flera. Även Zells översättning av Aristoteles Organon (i 5 band, 1836–1840) förtjänar att nämnas.